# Boreioglycaspis muminae
Boreioglycaspis muminae är en insektsart som först beskrevs av Moore 1970.  Boreioglycaspis muminae ingår i släktet Boreioglycaspis och familjen rundbladloppor. Inga underarter finns listade i Catalogue of Life.